# Omphalina mutila
Omphalina mutila är en lavart som först beskrevs av Elias Fries, och fick sitt nu gällande namn av Peter D. Orton 1960. Enligt Catalogue of Life ingår Omphalina mutila i släktet Omphalina,  och familjen Tricholomataceae, men enligt Dyntaxa är tillhörigheten istället släktet Omphalina,  och familjen trådklubbor. Arten är reproducerande i Sverige. Inga underarter finns listade i Catalogue of Life.